# MTV Europe Music Awards 2012

Logo der Europe Music Awards 2012

Die MTV Europe Music Awards 2012 (auch EMAs 2012) fanden am 11. November 2012 in der Festhalle in Frankfurt am Main, Deutschland statt. Moderiert wurde die Show vom deutschen Model Heidi Klum.
Die Nominierten wurden am 17. September 2012 bekannt gegeben. Die meisten Nominierungen erhielt Rihanna, die in acht Kategorien vertreten war. Katy Perry, Justin Bieber und Taylor Swift waren jeweils fünfmal nominiert. Die meisten Auszeichnungen bekamen Taylor Swift und Justin Bieber mit jeweils drei Stück; Carly Rae Jepsen und One Direction erhielten jeweils zwei Auszeichnungen.

## Auszeichnungen

### Bester Song
- Carly Rae Jepsen – Call Me Maybe
- Fun (featuring Janelle Monáe) – We Are Young
- Gotye (featuring Kimbra) – Somebody That I Used to Know
- Pitbull (featuring Chris Brown) – International Love
- Rihanna (featuring Calvin Harris) – We Found Love

### Bester Live-Act
- Green Day
- Jay-Z und Kanye West
- Lady Gaga
- Muse
- Taylor Swift

### Bester Pop-Act
- Justin Bieber
- Katy Perry
- No Doubt
- Rihanna
- Taylor Swift

### Bester Newcomer
- Carly Rae Jepsen
- Fun
- Lana Del Rey
- One Direction
- Rita Ora

### Beste Künstlerin
- Katy Perry
- Nicki Minaj
- Pink
- Rihanna
- Taylor Swift

### Bester Künstler
- Flo Rida
- Jay-Z
- Justin Bieber
- Kanye West
- Pitbull

### Bester Hip-Hop-Act
- Drake
- Jay-Z und Kanye West
- Nas
- Nicki Minaj
- Rick Ross

### Bester Rock-Act
- Coldplay
- Green Day
- Linkin Park
- Muse
- The Killers

### Bestes Video
- Katy Perry – Wide Awake
- Lady Gaga – Marry the Night
- M.I.A. – Bad Girls
- Psy – Gangnam Style
- Rihanna (featuring Calvin Harris) – We Found Love

### Bester Alternative-Act
- Arctic Monkeys
- The Black Keys
- Florence and the Machine
- Jack White
- Lana Del Rey

### Beste World-Stage-Performance
- Arcade Fire
- Arctic Monkeys
- B.o.B
- Evanescence
- Flo Rida
- Jason Derulo
- Joe Jonas
- Justin Bieber
- Kasabian
- Kesha
- LMFAO
- Maroon 5
- Nelly Furtado
- Red Hot Chili Peppers
- Sean Paul
- Snoop Dogg
- Snow Patrol
- Taylor Swift

### Bester Look
- A$AP Rocky
- Jack White
- Nicki Minaj
- Rihanna
- Taylor Swift

### Bester Electronic-Act
- Avicii
- Calvin Harris
- David Guetta
- Skrillex
- Swedish House Mafia

### Bester Push-Act
- Carly Rae Jepsen
- Conor Maynard
- Foster the People
- Fun
- Gotye
- Lana Del Rey
- Mac Miller
- Michael Kiwanuka
- Of Monsters and Men
- Rebecca Ferguson
- Rita Ora

### Biggest Fans
- Justin Bieber
- One Direction
- Lady Gaga
- Katy Perry
- Rihanna

### Bester Welt-Act
- Dima Bilan
- Ahmed Soultan
- Han Geng
- Restart
- Rihanna

### Global Icon
- Whitney Houston

## Regionale Auszeichnungen

### Europa

#### Deutschland
- Cro
- Seeed
- Udo Lindenberg
- Tim Bendzko
- Kraftklub[3]

#### Adria
- Elemental
- MVP
- TBF
- Trash Candy
- Who See[4]

#### Belgien
- dEUS
- Milow
- Netsky
- Selah Sue
- Triggerfinger[5]

#### Dänemark
- Aura Dione
- L.O.C.
- Medina
- Nik & Jay
- Rasmus Seebach[6]

#### Finnland
- Cheek
- Chisu
- Elokuu
- PMMP
- Robin[7]

#### Frankreich
- / Irma
- Orelsan
- Sexion d’Assaut
- Shaka Ponk
- / Tal[8]

#### Griechenland
- Claydee
- Goin’ Through
- Melisses
- Nikki Ponte
- Vegas[9]

#### Israel
- Dudu Tassa
- Moshe Perez
- Ninet Tayeb
- Riff Cohen
- TYP[10]

#### Italien
- Cesare Cremonini
- Club Dogo
- Emis Killa
- Giorgia
- Marracash[11]

#### Niederlande
- Afrojack
- Chef Special
- Eva Simons
- Gers Pardoel
- Tiësto[12]

#### Norwegen
- Donkeyboy
- Erik & Kriss
- Madcon
- Karpe Diem
- Sirkus Eliasson[13]

#### Polen
- Brodka
- Iza Lach
- Mrozu
- Pezet
- The Stubs[14]

#### Portugal
- Amor Electro
- Aurea
- Klepht
- Mónica Ferraz
- Os Azeitonas[15]

#### Rumänien
- CRBL
- Grassu XXL
- Guess Who
- Maximilian
- Vunk[16]

#### Russland
- Dima Bilan
- Kasta
- Nervy
- Serebro
- Zhanna Friske[17]

#### Schweden
- Alina Devecerski
- Avicii
- Laleh
- Loreen
- Panetoz[18]

#### Schweiz
- 77 Bombay Street
- DJ Antoine
- Mike Candys
- Remady
- Stress[19]

#### Spanien
- Corizonas
- Iván Ferreiro
- Love of Lesbian
- Supersubmarina
- The Zombie Kids[20]

#### Tschechien und Slowakei
- Ben Cristovao
- Sunshine
- Mandrage
- Celeste Buckingham
- Majk Spirit[21]

#### Ukraine
- Alloise
- Champagne Morning
- Dio.Filmi
- Ivan Dorn
- The Hardkiss[22]

#### Ungarn
- 30Y
- Funktasztikus
- Odett
- Soerii és Poolek
- Supernem[23]

#### Vereinigtes Königreich und Irland
- Conor Maynard
- / One Direction
- Jessie J
- Ed Sheeran
- Rita Ora[24]

### Afrika
- Camp Mulla
- D’Banj
- Mi Casa
- Sarkodie
- Wizkid (Ayodeji Ibrahim Balogun)[25]

### Asien
- Super Junior
- Han Geng
- Exile
- Jolin Tsai
- Yuna[26]

### Pazifik
- 360
- Gin Wigmore
- / Gotye
- Kimbra
- The Temper Trap[26]

### Indien
- Alobo Naga & The Band
- Bandish Projekt
- Indus Creed
- Menwhopause
- / Oliver Sean[27]

### Mittlerer Osten
- Ahmed Soultan
- K2RHYM (Karim AlGharbi)
- Karl Wolf
- Qusai
- Sandy[28]

### Brasilien
- Agridoce
- ConeCrewDiretoria
- Emicida
- Restart
- Vanguart[29]

### Nordlateinamerika
- Danna Paola
- Jesse & Joy
- Kinky
- Panda
- Ximena Sariñana[30]

### Zentrallateinamerika
- Ádammo
- Caramelos de Cianuro
- Don Tetto
- Juanes
- Naty Botero[30]

### Südlateinamerika
- Axel
- Babasónicos
- Campo
- Miranda!
- Tan Biónica[30]

## Kontinentale Auszeichnungen

### Europa
- 30Y
- Afrojack
- Alloise
- Aurea
- Dima Bilan
- DJ Antoine
- Emis Killa
- Erik & Kriss
- Loreen
- Majk Spirit
- Medina
- Milow
- Brodka
- Ninet Tayeb
- / One Direction
- Robin
- Shaka Ponk
- Tim Bendzko
- Vegas
- Vunk
- Who See
- The Zombie Kids

### Afrika, Mittlerer Osten und Indien
- Ahmed Soultan
- Alobo Naga & The Band
- D’Banj

### Asien und Pazifik
- / Gotye
- Han Geng

### Lateinamerika
- Axel
- Don Tetto
- Panda
- Restart

### Nordamerika
- Carly Rae Jepsen
- Chris Brown
- Drake
- Green Day
- Justin Bieber
- Katy Perry
- Linkin Park
- Pink
- Rihanna
- Usher[31]